# Solaria
Cet article concerne la planète Solaria. Pour le roman de Norman Spinrad, voir Les Solariens.
Solaria est une planète habitée par des humains dans le Cycle des robots et le Cycle de Fondation d'Isaac Asimov.

## Description et histoire
Elle constitue le dernier des cinquante mondes spaciens colonisés par les humains durant la première vague de colonisation interstellaire. Occupée à partir de l'an 4270 par des habitants du monde voisin Nexon, elle leur sert tout d'abord de villégiature, et ils y font construire des maisons de campagne. À partir de l'an 4500, Solaria acquiert son indépendance ; les Solariens se spécialisent alors dans la construction de robots, qu'ils exportent dans les autres mondes spaciens. Les robots solariens sont réputés pour leur diversité et leur haute qualité. Solaria exporte également du grain, que ses habitants utilisent notamment pour cuisiner une pâtisserie locale appelée pachinka.
Solaria est la planète la plus robotisée des cinquante mondes spatiens. Elle est entièrement dépendante du travail des robots, et l'on y trouve, pendant sa période spatienne, près de 10 000 robots par habitant. Cependant, on n'y trouve que 20 000 habitants (et 200 millions de robots), répartis sur 77 millions de kilomètres carrés de régions fertiles, divisées en 10 000 domaines immobiliers pour toute la planète (le nombre exact de domaines est inconnu, dans la mesure où certains d'entre eux sont habités par des couples). La population reste cantonnée à un nombre stable, par un contrôle étroit des naissances et de l'immigration. Vingt mille ans après sa période spatienne, Solaria est peuplée par 1 200 personnes, chacune possédant son domaine immobilier privé.
Une grande partie des caractéristiques de Solaria est semblable à celles décrites dans une nouvelle écrite en 1909 par E. M. Forster, La machine s'arrête.
Lorsqu'Elijah Baley visite Solaria, en l'an 5022 (c'est-à-dire pendant la période spatienne), ses habitants ont évolué vers une culture isolationniste dans laquelle les citoyens ne se rencontrent jamais physiquement, si l'on excepte les rencontres sexuelles dans un but reproductif. Tous les autres contacts ont lieu par le truchement de systèmes holographiques sophistiqués, ce qui a donné lieu, chez les Solariens, à de fortes phobies envers le contact physique avec d'autres personnes. Tout le travail (agriculture, industrie...) est effectué par des robots.
Au fil des siècles et des millénaires, l'isolationnisme de la culture solarienne s'accentue, jusqu'à atteindre un degré extrême. En l'an 5222, Solaria rompt tout contact avec le reste de la galaxie (bien que les Solariens continuent à capter les communications hyperspatiales). Les habitants de la planète se dissimulent, donnant l'impression qu'ils sont tous morts, alors qu'ils se sont en réalité cachés sous terre, tandis que les domaines continuent à prospérer grâce au travail des robots. La planète finit par être oubliée, alors que les autres mondes spatiens s'éteignent ; tout visiteur extérieur atterrissant sur Solaria est aussitôt attaqué et détruit par des robots de garde, qui, bien qu'obéissant aux trois lois de la robotique, sont configurés de manière à ne pas considérer les non-Solariens comme des humains. En vingt mille ans (soit la durée écoulée entre l'an 5222 et la redécouverte de la planète, dans Terre et fondation, par Golan Trevize), les Solariens modifient leur génome grâce à une ingénierie génétique de pointe, pour devenir hermaphrodites et se passer de contact sexuel. Ils ont également créé de petits lobes transducteurs, une partie du cerveau de la taille d'un œuf de poule, située derrière les oreilles. Cette création génétique permet à chaque Solarien de collecter toute énergie provenant de la chaleur spontanée qui existe sur la planète, selon le principe du moteur thermique, et le projettent directement dans une machine donnée, à distance et par la pensée, pour la faire fonctionner. Avec ces lobes, les Solariens peuvent manipuler leur environnement à l'aide de pouvoirs tels que la télékinésie, et fournir par eux-mêmes toute l'énergie nécessaire au fonctionnement de leurs domaines, ce qui inclut l'électricité alimentant les robots, l'éclairage et la ventilation, le tout en parfait accord avec les lois de la thermodynamique. Les domaines solariens comportent d'ailleurs des tiges conductrices, pénétrant profondément dans la croûte terrestre de la planète, et assurant la transition de l'énergie géothermique de l'intérieur de la planète avec l'extérieur de sa croûte (la rendant ainsi utilisable pour les solariens).
En l'an 499 après la Fondation (approximativement 25 066 ans après Jésus-Christ), Solaria est redécouverte et visitée par Golan Trevize, Janov Pelorat et Joie. Le trio atterrit sur le domaine de Sarton Bander, propriétaire d'un domaine solarien. Celui-ci leur apprend les développements sociologiques de Solaria, en prenant un plaisir secret à pouvoir montrer son domaine et sa façon de vivre à des personnes qui ne la connaissent pas, faute de posséder les mêmes choses. Afin de les empêcher de parler de Solaria au reste de la galaxie, et surtout pour éviter que d'autres Solariens sachent qu'il a accueilli sur son domaine des étrangers (ce qui est formellement interdit par la loi solarienne), Bander tente de tuer ses visiteurs, mais est tué avant par Joie, ce qui provoque l'arrêt total du fonctionnement de son domaine. Trevize et ses compagnons parviennent à s'échapper, mais découvrent en fuyant l'existence d'un enfant sur le domaine, Fallom, élevé pour être le successeur de Bander. À cause du contrôle des naissances, et Fallom étant encore enfant, il risque d'être tué par les robots dans la mesure où il n'est plus un successeur (et se révèle donc surnuméraire pour la planète). Joie l'emmène avec elle, et il se retrouve, à la fin de l'histoire, sur la Lune, où il restera pour fusionner mentalement avec Daneel Olivaw.
La fin du livre semble suggérer que les Solariens ont tant modifié leur génome et leur nature qu'il est devenu impossible de les considérer comme des humains, au point que leur comportement ne peut plus être prédit par la psychohistoire. Autrement dit, les Solariens seraient devenus, par essence, des aliens.

## Statistiques
- Étoile
  - Planètes : 3
- Planète
  - Position : Solaria III
  - Diamètre : 15 000 kilomètres (9 500 miles), soit 1,24 fois la Terre.
  - Lieux connus : Helionia, région du continent nord.